# NGC 5329
NGC 5329 (również PGC 49248 lub UGC 8771) – galaktyka eliptyczna (E), znajdująca się w gwiazdozbiorze Panny. Odkrył ją William Herschel 30 kwietnia 1786 roku.
W galaktyce tej zaobserwowano supernową SN 2009ep.